# Betaimboay
Betaimboay è una città e comune del Madagascar situata nel distretto di Kandreho, regione di Betsiboka. 
La popolazione del comune rilevata nel censimento 2001 era pari a 2 566 unità.